# B in the Mix: The Remixes
B in the Mix: The Remixes je remix album američke pjevačice Britney Spears, koji je objavljen 22. studenog 2005. u SADu i Kanadi, a 5. prosinca 2005. u cijelom svijetu. Remix CD sadrži 11 pjesama koje su remiksali Peter Rauhofer, Junkie XL, Justice i ostali mix masteri. U srhu promocije je objavljen 12 inč EP, Key Cuts from Remixed, koji sadrži 5 pjesme s albuma, objavljen je isključivo u Europi. Originalno se album trebao zvati samo Remixed.

## Popis pjesama
1. "Toxic" [Peter Rauhofer Reconstruction Mix Edit] – 6:46
2. "Me Against the Music"  [Justice Extended Remix] (feat. Madonna) – 4:01
3. "Touch of My Hand" [Bill Hamel Remix] – 5:19
4. "Breathe on Me" [Jacques Lu Cont's Thin White Duke Mix] – 3:55
5. "I'm a Slave 4 U" [Dave Audé Slave Driver Mix] – 5:51
6. "And Then We Kiss" [Junkie XL Remix] – 4:27
7. "Everytime" [Valentin Remix] – 3:24
8. "Early Mornin'" [Jason Nevins Remix] – 3:38
9. "Someday (I Will Understand)" [Hi-Bias Signature Radio Remix] – 3:46
10. "...Baby One More Time" [Davidson Ospina 2005 Remix] – 4:37
11. "Don't Let Me Be the Last to Know" [Hex Hector Club Mix Edit] – 8:15

- Kineska verzija pod pjesmom 8

### Bonus pjesme
Japanska verzija
1. "Stronger" [Mac Quayle Mixshow Edit] – 5:21
2. "I'm Not a Girl, Not Yet a Woman" [Metro Mix] – 5:26
3. "Someday (I Will Understand)" [Gota Re-mix featuring MCU] – 4:42

UK verzija
1. "Stronger" [Mac Quayle Mixshow Edit] – 5:21
2. "I'm Not a Girl, Not Yet a Woman" [Metro Mix] – 5:26

iTunes deluxe verzija
1. "Touch of My Hand" [Bill Hamel Dub] – 7:17
2. "I'm a Slave 4 U" [Dave Audé Slave Driver Extended Mix] – 7:05

Amazon deluxe verzija
1. "Toxic" [Peter Rauhofer Reconstruction Radio Edit] - 4:30
2. "Touch of My Hand" [Bill Hamel Dub] - 7:17
3. "I'm a Slave 4 U" [Dave Audé Slave Driver Extended Mix] - 7:05

Izvor:

## Singlovi
- "And Then We Kiss" je bila jedini singl s albuma, objavljena je jedino u Aziji, iako se plasirala na nekoličinu glazbenih ljestvica. Pjesma se plasirala na Billboardinoj Hot Dance Airplay ljestvici na broju, iako pjesma nije nikad službeno objavljena u SAD, osim mogućnosti digitalnog downloada i vinilnog izdanja. Pjesma ima na iTunesu trenutačni prosjek od 3.5/5.

## Uspjeh na ljestvicama
B in the Mixse nije uspio plasiratu u prvih sto od američke ljestvice albuma, SAD Billboard 200. Te je debitirao na broju 134 ljestvice, prodajući se u 14.000 primjeraka u prvom tjednu od objavljivanja. Nakon četiri mjeseca od premijere, u ožujku 2006. B in the Mix prodao se u više primejeraka nego u prvom tjednu, čime se prodao u ukupno 74.000 primjeraka. Od srpnja 2009. godine, prodan je u više od 100,000 primjeraka u SAD-u prema Nielsen SoundScanu. Proveo je dva tjedna na Billboard 200 ljestvici i 21 tjedana na Dance/Electronic Albums ljestvici. Ovo je njezin prvi album koji nije primio certifikat od RIAA-e. Album je debitirao na 98 mjestu britanske ljestvice, prodan je u 6.502 primjeraka u prvom tjednu. U Japanu, album je prodan u više od 30.000 primjeraka. U prosincu 2009. godine, album je prodan u više od 500.000 primjeraka širom svijeta.

## Ljestvice
| Ljestvica                             | Nabavljač                          | Najviša pozicija | Prodaja |
| ------------------------------------- | ---------------------------------- | ---------------- | ------- |
| SAD Billboard 200                     | Billboard                          | 134              | 100,000 |
| SAD Billboard Dance/Electronic Albums | Billboard                          | 4                | 100,000 |
| Belgija (Valonija)                    | Sony BMG                           | 99               | -       |
| UK                                    | BPI/The Official UK Charts Company | 98               | 6,000   |
| Argentina                             | CAPIF                              | 8                |         |
| Francuska                             | SNEP                               | 32               |         |
| Italija                               | FIMI                               | 59               |         |
| Grčka                                 | IFPI                               | 20               |         |
| Japan                                 | RIAJ                               | 25               | 30,000+ |
| Meksiko                               | AMPROFON                           | 39               |         |

## Povijest objavljivanja
| Regija           | Datum              |
| ---------------- | ------------------ |
| Sjeverna Amerika | 22. studenog 2005. |
| Italija          | 25. studenog 2005. |
| Svijet           | 5. prosinca 2005.  |